# CETN2
CETN2 (англ. Centrin 2) – білок, який кодується однойменним геном, розташованим у людей на X-хромосомі. Довжина поліпептидного ланцюга білка становить 172 амінокислот, а молекулярна маса — 19 738.
| 10         |  | 20         |  | 30         |  | 40         |  | 50         |
| ---------- |  | ---------- |  | ---------- |  | ---------- |  | ---------- |
| MASNFKKANM |  | ASSSQRKRMS |  | PKPELTEEQK |  | QEIREAFDLF |  | DADGTGTIDV |
| KELKVAMRAL |  | GFEPKKEEIK |  | KMISEIDKEG |  | TGKMNFGDFL |  | TVMTQKMSEK |
| DTKEEILKAF |  | KLFDDDETGK |  | ISFKNLKRVA |  | KELGENLTDE |  | ELQEMIDEAD |
| RDGDGEVSEQ |  | EFLRIMKKTS |  | LY         |  |            |  |            |

A: Аланін

D: Аспарагінова кислота

E: Глутамінова кислота

F: Фенілаланін

G: Гліцин

I: Ізолейцин

K: Лізин

L: Лейцин

M: Метіонін

N: Аспарагін

P: Пролін

Q: Глутамін

R: Аргінін

S: Серин

T: Треонін

V: Валін

Кодований геном білок за функцією належить до фосфопротеїнів. 
Задіяний у таких біологічних процесах, як клітинний цикл, поділ клітини, пошкодження ДНК, репарація ДНК, мітоз, ацетилювання. 
Білок має сайт для зв'язування з іонами металів, іоном кальцію. 
Локалізований у цитоплазмі, цитоскелеті, ядрі.